# Al-Damun
Ne doit pas être confondu avec Al-Dumun.
Al-Damun (arabe : الدامون, al-Dâmûn), était un village du sous-district d'Acre en Palestine mandataire, situé à 11,5 km d'Acre et en bordure du fleuve Na'aman (en). Ses habitants durent l’abandonner pendant la guerre israélo-arabe de 1948 et le village fut complètement détruit.

## Histoire

### Période antique et médiévale
Des fouilles sur le site ont mis en évidence des tessons de poterie dont les dates vont de la fin de l’âge du bronze aux débuts de l’Islam, aux Croisades et aux périodes mamelouk et ottomane. Le village pourrait être celui connu à l’époque romaine comme Damun, en basse Galilée,.
Al-Damun est mentionnée dans des sources arabes et perses depuis le XIe siècle. La tradition locale identifie le village à celui contenant la tombe du prophète Dhul Kifl (contrairement à la tradition islamique qui le situe à al-Kifl près de Nadjaf en Irak ou à Kifl Hares près de Naplouse) ; le géographe et savant Nasir e Khosraw qui visita la région en 1047 écrit à ce propos : « J’ai atteint une petite grotte, qui est dans Damum où j’ai aussi accompli le  ziyarat, car il est dit que c’est le tombeau de Dhul Kifl, que la paix soit avec lui, ».
Les Croisés s’emparèrent d’al-Damun, qu’ils appelaient "Damar" ou "Damor" pendant leur invasion du Levant en 1099 et le conservèrent jusqu’à la conquête de presque toute la région par les Ayyoubides en 1187, sous le commandement du sultan Saladin. En 1253, Jean l'Aleman, le croisé seigneur de Césarée, vendit plusieurs villages, dont al-Damum, aux Hospitaliers.
En 1283, Al-Damun est mentionné comme partie du domaine des Croisés pendant la trêve entre ces derniers, basés à Acre, et le sultan mamelouk Al-Mansûr Sayf ad-Dîn Qala'ûn al-Alfi,.

### Période ottomane
Al-Damun comme le reste de la Palestine fut intégré à l’Empire ottoman en 1517. Dans les registres fiscaux de 1596, le village est indiqué comme faisant partie du nahié (sous-district) de Akka (Acre) dans le sandjak de Safed ; il comptait alors 33 ménages et 2 célibataires, tous musulmans. Les habitants payaient un pourcentage fixe de 20% sur le blé, l’orge, les arbres fruitiers, le coton, les chèvres et les ruches, ainsi que sur des revenus occasionnels, au total de 6 045 aspres.
Jusqu’à la fin du XVIIIe siècle, le village était dirigé par le clan arabe des Zaydani, dont la prééminence en Galilée vient des campagnes du cheikh Dahir al-Umar. La mosquée du village fut construite par un habitant de al-Damun, Ali ibn Salih, l’oncle de Dahir, en 1722-23. Des inscriptions y retracent la généalogie de la famille, avec un poème dédié à Ibn Salih. L'érudit italien Giovanni Mariti note à la fin du XVIIIe siècle que près d’Al-Damun s’étendent « des vallées délicieuses, ornées de vergers et d’arbustes. Les paysans qui vivent dans le hameau jouissent d’une situation très agréable ». Une carte du cartographe français Pierre Jacotin, élaborée en 1799 lors de la campagne d’Égypte, indique le village sous le nom de Damoun.
À la fin du XIXe siècle, al-Damun semblait prospère. En dehors de la tombe attribuée à Dhul Kifl, il y avait un sanctuaire dédié à un cheikh Abdallah sur une colline des environs. Une école élémentaire pour garçons fut fondée par les Ottomans en 1886,,. Un recensement de 1887 environ indique une population de 725 habitants, tous musulmans.

## Période contemporaine
Lors du recensement de 1922, al-Damun comptait 727 habitants, dont 687 musulmans et 40 arabes chrétiens. Les chrétiens étaient d'obédience romaine. En 1931, la population atteignait 917 habitants (456 hommes et 461 femmes), dont 870 musulmans et 47 chrétiens, vivant dans 183 maisons.
Ces maisons étaient groupées le long d'une route unique et, à partir de 1935, les habitants commencèrent à les construire en béton armé. L'eau potable provenait de sources situées à proximité et les champs étaient irrigués à partir du fleuve Na'aman (en). Les principales cultures d'al-Damun étaient le blé, le sorgho, l'orge et les olives, mais le village était aussi renommé pour ses pastèques et ses melons cantaloup. Les villageois avaient d'autres activités annexes, en particulier le tressage de tapis et de paniers à partir d'alfa.
Selon les statistiques de 1945, la population à cette date était passée à 1310 personnes, dont 1240 de religion musulmane et 70 de religion chrétienne,. La superficie totale du village était de 20 357 dounams, dont 709 dounams de plantations et de terres irrigables et 17502 de terres céréalières ; 111 dounams étaient consacrés aux bâtiments.

## La guerre de 1948 et ses effets
Avant la guerre israélo-arabe de 1948, le Haganah avait des dossiers sur tous les villages palestiniens (voir plan Daleth). L'entrée de 1947 sur al-Damun listait 25 personnes soupçonnées d'implication dans le mouvement nationaliste palestinien. En avril 1948, les rapports du Haganah indiquaient que le fils du principal propriétaire terrien, Sadiq Karaman, avait payé à la garnison de l’armée de libération arabe (ALA) 5000 P£ pour qu'elle parte, probablement afin que le village ne soit pas impliqué dans les hostilités de la guerre de 1948.
Après les succès initiaux en Galilée centrale pendant la première phase de l'opération Dekel, des unités de la brigade Sheva de la Haganah se déplacèrent vers l'ouest et s'emparèrent d'al-Damun, ainsi que d'autres localités arabes, au cours de la deuxième phase de l'opération, les 15 et 16 juillet 1948. Mais un historien palestinien, Aref al-Aref, date la capture du village de mai 1948, à la suite de la chute d'Acre. L'historien israélien Benny Morris explique que les habitants étaient démoralisés par la chute d'Acre et celle de Nazareth ensuite, et fuirent donc pendant le bombardement qui précéda l'attaque sur le village. Les habitants restants furent ensuite expulsés et al-Damun lui-même complètement détruit.
Après la guerre, la région fut intégrée à l'état d'Israël. Les terres du village sont maintenant utilisées pour les activités agricoles des résidents du kibboutz Yas'ur, qui a été construit sur les terres d'un autre village capturé pendant l'opération Dekel, al-Birwa.
Selon l'historien palestinien Walid Khalidi, en 1992, le site était « envahi d'épines, de cactus, d'oliviers et de pins. Des pierres et des débris de béton sont éparpillés tout autour. La structure qui protégeait auparavant la source d'eau centrale et régulait son débit n'est pas entretenue et s'écroule par endroits. Le cimetière existe encore, même si les repères sur quelques tombes ont disparu ». L'historien britannique Andrew Petersen écrit que le village avait plusieurs maisons de pierre des dix-huitième et dix-neuvième siècles, dont certaines avec des façades décorées.